# Arisaema calcareum
Arisaema calcareum — многолетнее травянистое клубнелуковичное растение, вид рода Аризема (Arisaema) семейства Ароидные (Araceae).

## Ботаническое описание
Листопадное травянистое растение до 120 см высотой и 60 см шириной.
Клубень полушаровидный или цилиндрический, 2,5—6 см в диаметре.

### Листья
Катафиллов три, кровавого цвета, с продольными полосками и пятнами, 2—40 см длиной, на вершине самый короткий тупой.
Листьев два, напротив друг друга. Черешки бледно-зелёные, однотонные или с фиолетовыми пятнами, до 60 см длиной, примерно до 45 см вложенные во влагалища, образующих ложный стебель. Листовая пластинка состоит из трёх листочков; листочки снизу более бледные, иногда с пунцовыми разводами, сверху зелёные, с вдавленными, тонкими, бледно-зелёными жилками и широкой бело-зелёной центральной жилкой, по краям цельные, в основании выпуклые и коротколопастные, на вершине заострённые; центральный листок с лопастями до 4 см длиной, полуромбовидный, короче боковых, 20—50 см длиной, 10—25 см шириной, в основании клиновидный; боковые листочки с лопастями до 2 см длиной, овальные, 20—55 см длиной, 10—25 см шириной.

### Соцветия и цветки
Соцветие однополое, появляется при распускании листьев, почти одного уровня с листьями. Цветоножка бледно-зелёная, короче черешков, 10—20 см длиной, около 1 см в диаметре. Трубка покрывала зелёная с белыми полосками, у основания белая, цилиндрическая, около 7 см длиной и 1,5 см в диаметре, в устье не расширенная. Пластинка загнутая вперёд, зелёная с заметными белыми полосками и белым пятном на уровне устья трубки, продолговато-ланцетовидная, около 6 см длиной и 2,5 см шириной, на вершине длинно заострённая.
Початок однополый. завязи расположены плотно, яйцевидные, 2,5 мм длиной, 2 мм шириной; семяпочек около 2; рыльце пучкообразное, на коротком столбике. Придаток немного отдалён от трубки, вертикальный, бледно-зелёный, цилиндрический, 6—8 см длиной, около 5 мм шириной, немного суженный к обоим концам, у основания с рассеянными роговидными выростами (изогнутыми, 3—5 мм длиной, часто коричневыми и расщеплёнными на вершине), на вершине округлённое.
Цветёт в июне — июле.

### Плоды
Соплодие вертикальное. Плодоносит в октябре.

## Распространение
Встречается в Китае: Юго-Восточный Юньнань.
Растёт среди кустарников.